# Балалаев, Игорь Владимирович
Игорь Владимирович Балалаев (род. 10 декабря 1969, Омск, РСФСР, СССР) — российский актёр театра и кино, ведущий артист московских мюзиклов, участвовавший в таких постановках, как «12 стульев», «CATS», «Notre Dame de Paris», «Ромео и Джульетта», «Монте Кристо», «Кабаре», «Обыкновенное чудо», «Граф Орлов», «Анна Каренина», «Прайм-Тайм!». Также озвучивает фильмы и мультфильмы. Был закадровым голосом и читал текст в программе «Истории в деталях». Почётный деятель искусств Москвы (2018).

## Биография
Игорь Балалаев родился 10 декабря 1969 года в Омске. После службы в рядах Советской армии, с 1991 по 1995 год обучался в Екатеринбургском государственном театральном институте по специальности «актер драматического театра и кино» (курс Натальи Мильченко, получил диплом с отличием). Окончив институт, вернулся в Омск, где сменил несколько театров.
В 1997 году за роль Яшки-Буксира в оперетте И. Дунаевского «Белая акация» Омского государственного музыкального театра был номинирован на театральную премию «Золотая маска» . В 2002 году переехал в Москву, был принят в труппу МТЮЗа. Играл в спектаклях «Трамвай „Желание“» режиссёра Генриетты Яновской, и «Роберто Зукко» режиссёра Камы Гинкаса, исполняет ведущие роли. Участие в мюзикле Notre Dame de Paris стала поворотной для артиста — начался «период мюзиклов»: «12 стульев», CATS, Romeo & Juliette, «Монте-Кристо», «Обыкновенное чудо», Граф Орлов", «Джейн Эйр» (театр «Московская оперетта»).
В последние годы исполняет роль Сергея в постановке К. Гинкаса «Леди Макбет нашего уезда» (МТЮЗ), Каренина в мюзикле «Анна Каренина» и Василия в музыкальном спектакле «Любовь и голуби»(театр «Московская оперетта»). Занят озвучиванием иностранных фильмов и мультфильмов. «Официальный голос» Ричарда Армитэджа в отечественных переводах.
Женат, есть дочь Александра.
- 1995 год — выпускник Екатеринбургского театрального института.
- В 1995—1996 — актёр Омского драматического камерного театра «Пятый театр».
- 1996—1998 — солист Омского государственного музыкального театра.
- 1998—2002 — актёр Омского академического драматического театра.
- 2002—2003 — актёр Театра «У Никитских ворот».
- С 2002 года по настоящее время актёр Московского ТЮЗа.

## Роли

### Мюзиклы
- 2003 — мюзикл «12 стульев» — Ипполит Матвеевич Воробьянинов[1] (режиссёр-постановщик Т. Кеосаян) — Ипполит Матвеевич Воробьянинов, роли второго плана (Альхен, инженер Щукин, Завхоз)
- 2002—2004 — мюзикл «Notre Dame de Paris» (режиссёр У. Фоукс, театр «Московская оперетта») — архидьякон Клод Фролло
- 2004—2006 — мюзикл «Ромео и Джульетта» (Romeo & Juliette) (режиссёр Реда, театр «Московская оперетта») — граф Капулетти
- 2005—2006 — мюзикл «Кошки» (CATS) — Бастофер Джонс, Аспарагус, Гроултайгер, свинг[2]
- 2007—2008 — мюзикл «Алые паруса» — Польдишок
- с 2008 — мюзикл «Монте-Кристо» (режиссёр Алина Чевик, театр «Московская оперетта») — Эдмон Дантес[3]
- 2009 — мюзикл «Cabaret» (режиссёры-постановщики — Наталья Громушкина, Александр Маракулин) — герр Шульц
- 2010—2013 — мюзикл «Мата хари: Любовь и шпионаж» (режиссёр-постановщик Егор Дружинин) — граф Рауль де Шайни
- 2010—2011 — мюзикл «Обыкновенное чудо» (режиссёр Иван Поповски, Театральный центр на Дубровке) — Волшебник (Хозяин)[4]
- 2012—2016, с 2021 — мюзикл «Граф Орлов» (режиссёр Алина Чевик, театр «Московская оперетта») — Граф Алексей Орлов, Михаил Доманский[5]
- 2012—2014 — мюзикл «Русалочка» (режиссёр Глен Казаль) — Гримсби[6]
- с 2014 — мюзикл «Джейн Эйр» (режиссёр Алина Чевик, театр «Московская оперетта») — Рочестер
- с 2015 — рок-опера «Парфюмер» И. Демарина — Бальдини
- 2015—2016 — мюзикл «Безымянная звезда» (режиссёр-постановщик — С. Сметанин) — Морин
- с 2016 — мюзикл «Анна Каренина» (режиссёр Алина Чевик, театр «Московская оперетта») — Каренин
- с 2017 — музыкальная комедия «Любовь и голуби» (режиссёр Валерий Архипов, театр «Московская оперетта») — Василий
- с 2018 — рок-опера «Карамазовы. Вторжение тьмы» А. Рагулина — Иван Карамазов
- 2019—2023 — мюзикл «Стиляги» (режиссёр Алексей Франдетти, Театр наций) — папа Мэлса
- с 2019 — музыкальный спектакль «Доходное место» (режиссёр Валерий Архипов, театр «Московская оперетта») — Вышневский
- с 2019—2020 — мюзикл «Хищники» (режиссёр Валерий Владимиров) — Граф Карнеев
- с 2019 — мюзикл «Свинарка & пастух» — Иван Иванович
- с 2019 — мюзикл «Вий» (режиссёр Николай Покотыло) — Сотник
- с 2020 — мюзикл «ПраймТайм» (режиссёры Себастьян Солдевилья (Франция/Канада), Марина Швыдкая, Московский театр мюзикла) — Кирилл Константинович, генеральный директор канала
- с 2021 — мюзикл «Графиня де Ла Фер» А. Рагулина — Кардинал Ришельё
- с 2022 — мюзикл «Ничего не бойся, я с тобой» (режиссëр Евгений Писарев, компания «Бродвей Москва») — профессор
- с 2023 — мюзикл «Князь Серебряный» (режиссер Валерий Архипов, театр «Московская оперетта») - Иван Грозный
- с 2024 — мюзикл «Формула любви» (режиссер Артем Каграманян, MB Group) - граф Джузеппе Калиостро[7]
- с 2024 — мюзикл-драма «Последний Романовъ» — Николай II
- с 2025 — мюзикл «Хищники» (режиссёр Валерий Владимиров, Санкт-Петербургский театр музыкальной комедии) — Граф Карнеев

### Театр

#### Екатеринбургский государственный театральный институт
- Манилов — «Мертвые души» (Н. В. Гоголь)
- Барон — «На дне» (М. Горький)

#### «Пятый театр»
- Иван Алтынник — «Фиктивный брак» (В. Войнович)

#### Омский государственный музыкальный театр
- Яшка-Буксир — «Белая акация» (И. Дунаевский, режиссёр-постановщик В. Подгородинский)
- Незнамов — «Без вины виноватые» (А. Н. Островский, режиссёр-постановщик В. Подгородинский, либретто Г. Котов, музыка А. Кулыгина)

#### Омский академический драматический театр
- Берналь Диас дель Кастильо — «Церемонии зари» (К. Фуэнтес, режиссёр В. Петров)
- Карлос, друг Клавиго — «Клавиго» (И.-В. Гёте, режиссёр Штефан Шмидтке)
- Кирилл Филипыч Кисельников — «Пучина» (А. Н. Островский, режиссёр А. Зябликов)
- Беня Крик, по кличке Король — «Закат» (Исаак Бабель, режиссёр М. Глуховская)
- Мелузов — «Таланты и поклонники» (А. Н. Островский, режиссёр-постановщик М. Бычков)
- Наполеон — «Брат Чичиков» (Н. Садур, режиссёр С. Стеблюк)
- Нуину — «Ну и ну!..» (О. Никифорова, режиссёр В. Варецкий)
- Иван-Царевич — «А на небе радуга!…» (Юлий Ким, режиссёр В. Семушкин)
- Леша — «Происшествие, которое никто не заметил» (А. Володин, режиссёр В. Петров)
- Акличеев — «Свидание с Бонапартом» (Б. Окуджава, режиссёр А. Трифонова)
- Доктор — «Полковнику никто не пишет» (Г. Г. Маркес, режиссёр М. Глуховская)
- Обноскин Павел Семенович — «Село Степанчиково и его обитатели» (Ф. М. Достоевский, режиссёр О. Рыбкин)
- Ефим, сторож — «Дядя Ваня». (А. П. Чехов, режиссёр А. Кац.)
- Афремов — «Живой труп» (Л. Н. Толстой, режиссёр В. Петров)
- Карлсон — «О мышах и людях» (Д. Стейнбек, режиссёр В. Гвоздков)
- Тибурцио, ювелир — «Венецианские близнецы» (К. Гольдони, режиссёр П. Ланди)
- Слуга и Петр Иванович, друг композитора — «Часовня» (И. Бунин, А. Мюссе, режиссёр В. Петров)
- Корреспондент — «Натуральное хозяйство в Шамбале» (А. Шипенко, режиссёр В. Петров)
- Лакей — «Волки и овцы» (А. Островский, режиссёр А. Кац)

#### Театральная компания Сергея Алдонина
- Мастер — «Мастер и Маргарита» (Михаил Булгаков, режиссёр С. Алдонин)

#### Театр у Никитских ворот
- Гриффин — «Невидимка» Г. Уэллс. (М. Розовский, режиссёр-постановщик К. Нэрсисян)
- Голутвин — «Дневник, или На всякого мудреца довольно простоты»(А. Н. Островский, режиссёр-постановщик А. Кац)
- Леопольд — «День рождения кота Леопольда» (А. Хайт, режиссёр-постановщик А. Вилков)

#### Московский театр юного зрителя
- Граф Лестер — «Мария Стюарт» (Ф. Шиллер в переводе Б. Пастернака, режиссёр Пётр Шерешевский)
- Иванов, муж Тани — «Таня-Таня» (О. Мухина, режиссёр Саша Толстошеева)
- Курицын — голова колхоза — «Слон» (А. Копков, режиссёр Г. Яновская)
- Сергей — «Леди Макбет нашего уезда» (Н. Лесков, режиссёр К. Гинкас)
- Дон Карлос — «Кавалер-призрак (Спрятанный и закутанная)» (Дон Педро Кальдерон де ла Барка, режиссёр Р. Самгин)
- Брат девочки — «Роберто Зукко» (Б.-М. Кольтес, режиссёр К. Гинкас)
- Митч — «Трамвай „Желание“» (Т.Уильямс, режиссёр Г. Яновская)
- «Good-bye, America!!!» шоу-пародия А. Недзевецкого по С. Маршаку. (режиссёр Г. Яновская)

### Фильмография
- 2004 — Ландыш серебристый 2 (режиссёр Тигран Кеосаян) — Эдик, поклонник
- 2006 — Врачебная тайна — Паршиков (51-я серия)
- 2007 — Завещание Ленина
- 2007 — Атлантида — частный детектив (16-я и 17-я серия)
- 2008 — Заза (режиссёр Андрей Силкин) — Сева
- 2009 — Первая любовь (режиссёр Егор Дружинин) — Борис, отец Александра
- 2009 — Морской патруль 2 — прокурор города
- 2010 — Монте-Кристо — фильм-спектакль — Эдмон Дантес
- 2011 — Хозяйка моей судьбы (режиссёр Игорь Войтулевич и др.) — Степан
- 2012 — Сделка (Быстрый шаг) (режиссёр Андрей Силкин) — отец Полины
- 2012 — Башня: Новые люди — Гольданский
- 2013 — Четыре женщины (короткометражный) — муж
- 2014 — Прощай, любимая! (режиссёр Алёна Званцова) — следователь
- 2017 — Екатерина. Взлёт (режиссёр Дмитрий Иосифов) — граф Александр Суворов
- 2019 — Конец невинности (режиссёры Стас Иванов, Константин Фролов) — Илья Ткач
- 2019 — Екатерина. Самозванцы (режиссёр Дмитрий Иосифов) — граф Александр Суворов
- 2021 — Сдохнуть нужно, чтоб вы приехали (режиссёры Армен Акопян, Дмитрий Тархов) — Жданов
- с 2021 — мультсериал «Черепашки» (режиссëр Никита Погодаев) — Син/Сол

### Дубляж
- 2016 «В поисках Дори» — Черепаха Краш
- 2016 «Алиса в Зазеркалье» — Король Олерон
- 2015 «Чёрная месса» — Уильям «Билли» Балджер
- 2014 «Хоббит: Битва пяти воинств» — Торин Дубощит
- 2014 «Навстречу шторму» — директор школы Томас Уокер
- 2013 «12 лет рабства» — Форд
- 2013 «Хоббит: Пустошь Смауга» — Торин Дубощит
- 2012 «Хоббит: Нежданное путешествие» — Торин Дубощит
- 2011 «Секретная служба Санта-Клауса» — Стив
- 2011 «Щелкунчик и Крысиный Король» — обезьянка Гилгуд
- 2010 «Повелитель стихий» — Повелитель Огня Озай
- 2009 «Принцесса и лягушка» — светлячок Рэй
- 2009 «Трансформеры: Месть падших» — Падший
- 1996 «Горбун из Нотр-Дама» — судья Клод Фролло
- 1995 «Покахонтас» — губернатор Рэдклифф

## Награды и премии
- 1996 г. — дипломант Всероссийского конкурса артистов оперетты (г. Краснодар)
- 1997 г. — номинант на соискание Национальной театральной премии «Золотая маска» в категории «Актер музыкального театра» за роль Яшки-Буксира в оперетте «Белая акация» (И. Дунаевский)
- 1997 г. — лауреат Международного конкурса оперетты (г. Одесса)
- 2010, 2011, 2012, 2013, 2014, 2015, 2016, 2018 г. — лауреат ежегодной премии «Любимый артист артистов мюзикла» (г. Москва)
- 2014 г. — лауреат 8-го международного фестиваля мюзиклов в Южной Корее — Daegu International Musical Festival — «Лучшая мужская роль» (мюзикл «Монте-Кристо» — Эдмон Дантес).
- 2018 г. — звание «Почётный Деятель Искусств г. Москвы»[8]
- 2023 г. — номинант Международной общественной премии «Звезда Театрала» в категории «Лучшая мужская роль второго плана» за роль Ивана Грозного в мюзикле «Князь Серебряный» (В. Архипов)